# 佛蘭德的約蘭達
约兰达（法語：Yolande de Hainault；约1175年—1219年8月底），常被称为佛兰德的约兰达，是君士坦丁堡拉丁帝国的女皇或摄政。她在1217年丈夫庫特奈的皮埃爾在去君士坦丁堡的途中被伊庇鲁斯专治公狄奥多尔·科穆宁·杜卡斯俘虏并囚禁后統治拉丁帝国。她在1212年至1217年也是那慕尔女侯爵。

## 传记
约兰达是埃诺伯爵鲍德温五世和佛兰德女伯爵玛格丽特一世的次女，她的两名兄弟鲍德温一世和亨利是前两名拉丁皇帝。
当她的二哥那慕尔侯爵菲利普一世于1212年去世后，她继承了他的爵位。
1216年，她的弟弟亨利皇帝去世后，有一段短暂的时间没有皇帝，直到彼得获选继承她的弟弟。在他们前往那里的途中，彼得派約兰达前往君士坦丁堡，同时与伊庇鲁斯国作战，期间他被俘虏。由于他的命运未知（尽管他可能被杀），约兰达作为唯一统治者统治君士坦丁堡两年。
她在統治期间与保加利亚第二帝国合作对抗拜占庭帝国的诸残存继承国，并分别在1217和1219年将她的两个女儿艾格尼丝和玛丽亚嫁给亚该亚亲王世子若弗鲁瓦二世·德·维拉尔杜因和尼西亚皇帝狄奥多尔一世·拉斯卡里斯。

## 身后
约兰达去世后，她的第二个儿子库特奈的罗贝尔成为了皇帝，因为她的长子菲利普不想继承皇位。当时罗贝尔还在法国。
约兰达本人是那慕尔女侯爵，她于1212年从二哥菲利普一世那里继承侯爵之位，并于1216年前往君士坦丁堡时留给长子菲利普二世侯爵之位。
约兰达的小儿子后来也继位为鲍德温二世皇帝。

## 资料
- Nicol, Donald M. . Cambridge University Press. 2002.
- Rasmussen, Ann Marie. . Syracuse University Press. 1997.
- Van Tricht, Filip. . BRILL. 2011. ISBN 978-9004203235.

| 佛蘭德的約蘭達 佛蘭德家族出生于：约1175年逝世於：1219年 | 佛蘭德的約蘭達 佛蘭德家族出生于：约1175年逝世於：1219年 | 佛蘭德的約蘭達 佛蘭德家族出生于：约1175年逝世於：1219年 |
| 統治者頭銜                                              | 統治者頭銜                                              | 統治者頭銜                                              |
| ------------------------------------------------------- | ------------------------------------------------------- | ------------------------------------------------------- |
| 前任者： 菲利普一世                                     | 那慕爾侯爵 1212年–1216年                                | 空缺下一位持有相同頭銜者：菲利普二世                    |
| 前任者： 皮埃爾二世                                     | 拉丁帝國皇帝 1217年–1219年                              | 空缺下一位持有相同頭銜者：羅貝爾                        |